# هفت دریای رای
هفت دریای رای (به انگلیسی : Seven Seas Of Rhye) ترانه‌ای از گروه راک بریتانیایی کوئین است که در ۲۰ فوریه ۱۹۷۴ (در بریتانیا) به عنوان اولین و تنها تک‌آهنگ دومین آلبوم استودیویی آنها به نام کوئین ۲ منتشر شد.این ترانه دوباره در ۸ مارس ۱۹۷۴ در قالب آلبوم کوئین ۲ منتشر شد و در ۲۰ ژوئن ۱۹۷۴ دوباره به عنوان تک‌آهنگ در آمریکا منتشر شد. نسخه بی‌کلام این ترانه پیش‌تر در اولین آلبوم استودیویی کوئین با همین نام منتشر شده بود.